# Blu-ray Disc

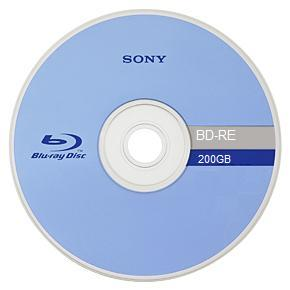
En Blu-ray-skiva med 200 gigabyte lagringsutrymme.

Blu-ray Disc eller BD är ett format för digital lagring av stora mängder data, till exempel för filmer eller datorspel. Det är en utvidgning av DVD:n men med samma fysiska storlek. Formatet bildades 2002 av Blu-ray Disc Association (BDA) som bland andra består av Panasonic Corporation (Panasonic, Technics), Pioneer, Philips, Thomson, LG Electronics, Hitachi, Sharp, Samsung, Toshiba och Sony.

## Historia
De första prototyperna visades av Sony vid den japanska CEATEC-utställningen i oktober 2000. Varumärket  "Blue Disc" registrerades den 9 februari 2001. Den 19 februari 2002 tillkännagavs projektet officiellt, under namnet Blu-ray Disc, och den 10 april 2003 började formatet säljas i Japan.

## Teknik
Tekniken baserar sig på användandet av en violett-blå laser som, jämfört med röd (DVD), har en kortare våglängd vilket gör det möjligt att lagra mer data på samma yta som innan. En vanlig enkelsidig, enkellager BD kan lagra 25 GB, men redan nu[när?] finns det BD-skivor som lagrar på dubbla lager vilket ger 50 GB. Pioneer har tagit fram en skiva med 16 lager, vilket gör det möjligt att lagra 400 GB data på en skiva.

## Konkurrens
En konkurrent till formatet var HD DVD, utvecklad framförallt av Toshiba. En HD DVD-skiva rymmer 30 GB till skillnad från de första Blu-ray-skivorna som rymmer 25 GB. En HD DVD-film var ej regionskodad som en Blu-ray-film kan vara. Denna avsaknad medför att man kan importera filmer från utlandet. Formatkriget är dock överstökat, då Toshiba i februari 2008 meddelade att de har gett upp kampen mot Blu-ray, samtidigt som de fått köpa in sig i vissa delar av Sonys verksamhet.

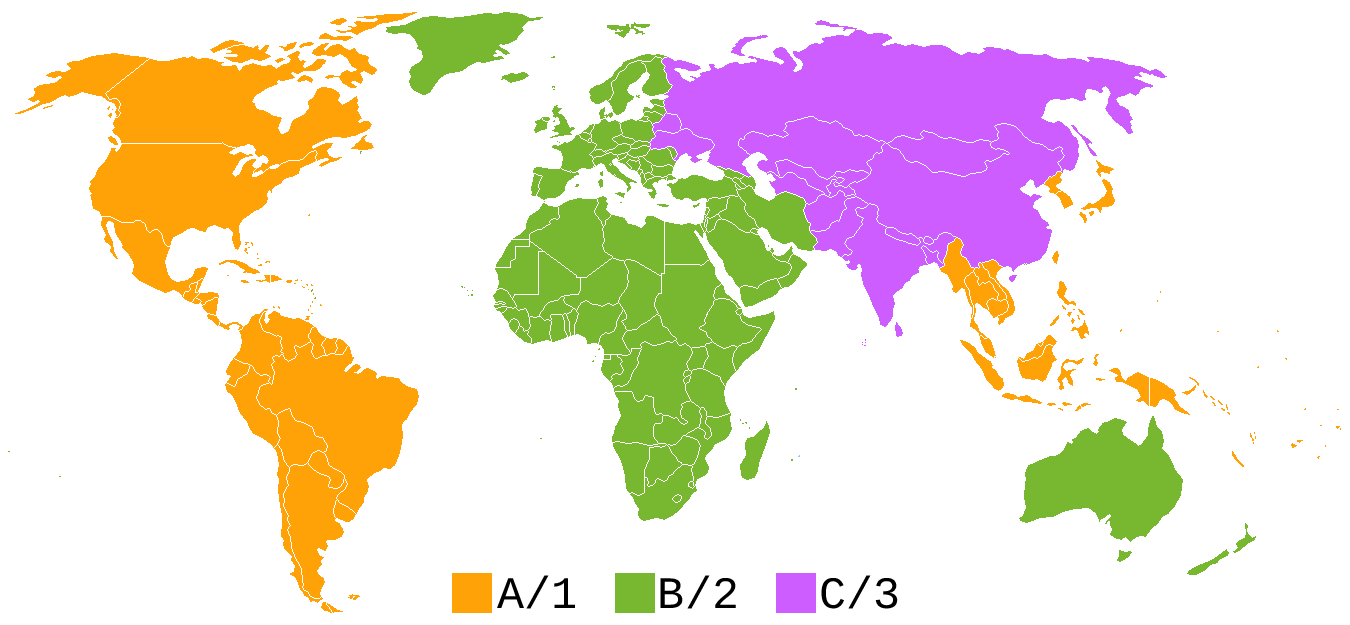
Världskarta över blu-ray-regioner